# Mariano de Jesús Euse Hoyos
Mariano de Jesús Euse Hoyos (Yarumal, 14 ottobre 1845 – Angostura, 13 luglio 1926) è stato un presbitero colombiano.
Egli svolse la sua missione nella sua parrocchia come strenuo difensore dei poveri e degli operai rurali e incoraggiò le devozioni popolari tra i fedeli colombiani, in particolare al Sacro Cuore di Gesù e al Santo Rosario.
È venerato come beato dalla Chiesa cattolica ed è stato proclamato "patrono per la pace in Colombia" da papa Giovanni Paolo II.